# Euphaedra themis
Euphaedra themis is een vlinder uit de onderfamilie Limenitidinae van de familie Nymphalidae. De wetenschappelijke naam van de soort is voor het eerst geldig gepubliceerd in 1806 door Jacob Hübner.